# Key to My Soul
Key to My Soul – trzeci album studyjny niemieckiej wokalistki pop Sarah Connor wydany dnia 10 listopada 2003 w krajach niemieckojęzycznych oraz dnia 12 grudnia 2003 w Polsce nakładem wytwórni Sony Music.

## Informacje o albumie
Prace nad produkcją krążka wokalistka rozpoczęła na początku roku 2003, ponad dwa lata po wydaniu na rynki muzyczne pierwszego singla. Swoje ówczesne doświadczenia profesjonalne oraz personalne Sarah Connor zawarła w lirycznej warstwie wydawnictwa, poprzez współpracę ze znanymi z poprzednich sesji nagraniowych producentów oraz wkład samodzielny.

"Mój trzeci album studyjny jest do tej pory najbardziej personalny. Przy pomocy znakomitych producentów udało mi się stworzyć krążek, którego przesłanie zrozumie każdy na świecie. Przy pracach nad wydawnictwem po raz kolejny pomagał mi TQ – ta kompozycja jest efektem współpracy, która znalazła się na wyższym, poważniejszym poziomie w porównaniu z naszą poprzednią piosenką."

## Produkcja
Przy produkcji Key to My Soul artystkę wspomagali jej stali współpracownicy, Kay Denar i Rob Tyger, którzy stworzyli i wyprodukowali większość materiału zawartego na wydawnictwie. Oprócz duetu, z piosenkarką ponownie podjął współpracę amerykański wokalistka R&B Terrance Quaites, który przy okazji debiutanckiego albumu nagrał z Connor pierwszy singel w jej karierze muzycznej. Efektem kolaboracji jest kompozycja „Love Is Color-Blind”, która zawiera również gościnny wokal piosenkarza. Diane Warren, popularna autorka tekstów muzycznych, twórczyni utworów Toni Braxton, Céline Dion, czy Anastacii stała się kompozytorką ballady „I Want Some of That”.
Do współpracy artystka zaprosiła również legendarnego producenta Narada Michaela Waldena znanego z pracy z Whitney Houston, Arethą Franklin, Steviem Wonderem, czy Gladys Knight, który stworzył balladę „I'm Gonna Find You”. Sama wokalistka wyznała, iż „ten soulowy utwór świetnie wyeksponował mój głos”.

## Single
- Pierwszym singlem promującym album stała się kompozycja „Music Is the Key” wydana na rynek muzyczny tydzień przed premierą krążka dnia 3 listopada 2003. Utwór nagrany został z gościnnym udziałem zespołu Naturally 7. Utwór zadebiutował na wysokich pozycjach w krajach niemieckojęzycznych, kilka tygodni później obierając szczyt niemieckiego notowania zaś zajmując pozycje w Top 10 oficjalnych zestawień w Austrii i Szwajcarii[6].
- Drugim singlem promującym krążek została ballada „Just One Last Dance” wydana dnia 1 marca 2004, która na potrzeby teledysku nagrana została z gościnnym udziałem grupy Natural. Teledysk prezentuje artystkę wcielającą się w uczennicę szkoły średniej, która zakochana napotyka opór na swoją miłość ze strony brata. Singel zadebiutował na szczycie listy przebojów w Niemczech i osiągnął miejsca w Top 10 oficjalnych zestawień w Austrii i Szwajcarii[7]

| Rok  | Singel                | Album          | Pozycje na listach | Pozycje na listach | Pozycje na listach |
| Rok  | Singel                | Album          | GER                | AUT                | SWI                |
| ---- | --------------------- | -------------- | ------------------ | ------------------ | ------------------ |
| 2003 | „Music Is the Key”    | Key to My Soul | 1                  | 6                  | 2                  |
| 2004 | „Just One Last Dance” | Key to My Soul | 1                  | 5                  | 8                  |

## Lista utworów
1. „Music Is the Key” (featuring Naturally 7) (Kay Denar, Rob Tyger) – 4:37
2. „Love Is Color-Blind” (featuring TQ) (Kay Denar, Terrance Quaites, Rob Tyger) – 4:46
3. „Just One Last Dance” (Kay Denar, Rob Tyger) – 4:29
4. „My Intuition” (Kay Denar, Avril MacKintosh, Maya Singh, Rob Tyger, Wayne Wilkins) – 3:54
5. „Daddy’s Eyes” (Brock Landers, Stephen Shape) – 4:08
6. „Whatcha Wearing?” (Interlude) (Kay Denar, Rob Tyger) – 0:45
7. „¡Hasta la Vista!” (Kay Denar, Rob Tyger) – 3:44
8. „I'm Gonna Find You” (Osla Suite) (Shawn Casselle, Florian Richter, Narada Michael Walden) – 4:46
9. „When Two Become One” (Sarah Connor, Kay Denar, Rob Tyger) – 4:51
10. „Are U Ready to Ride?” (Shawn Casselle, Kay Denar, Rob Tyger) – 3:34
11. „For the People” (Kay Denar, Rob Tyger) – 3:19
12. „I Want Some of That” (Diane Warren) – 3:50
13. „At the Station” (Interlude) (Sarah Connor, Kay Denar, Rob Tyger) – 0:44
14. „Every Moment of My Life” (Sarah Connor, Kay Denar, Marc Terenzi, Rob Tyger) – 4:15
15. „Turn Off the Lights” (Kay Denar, Rob Tyger) – 3:23

## Pozycje na listach
| Lista sprzedaży (2003)       | Najwyższa pozycja |
| ---------------------------- | ----------------- |
| Austria IFPI Albums Chart    | 11                |
| Niemcy IFPI Albums Chart     | 8                 |
| Szwajcaria IFPI Albums Chart | 12                |

### Certyfikaty
| Państwo | Certyfikat                                    |
| ------- | --------------------------------------------- |
| Niemcy  | Platynowa płyta Sprzedaż: 200.000 egzemplarzy |